# Wisconsin (fiume)

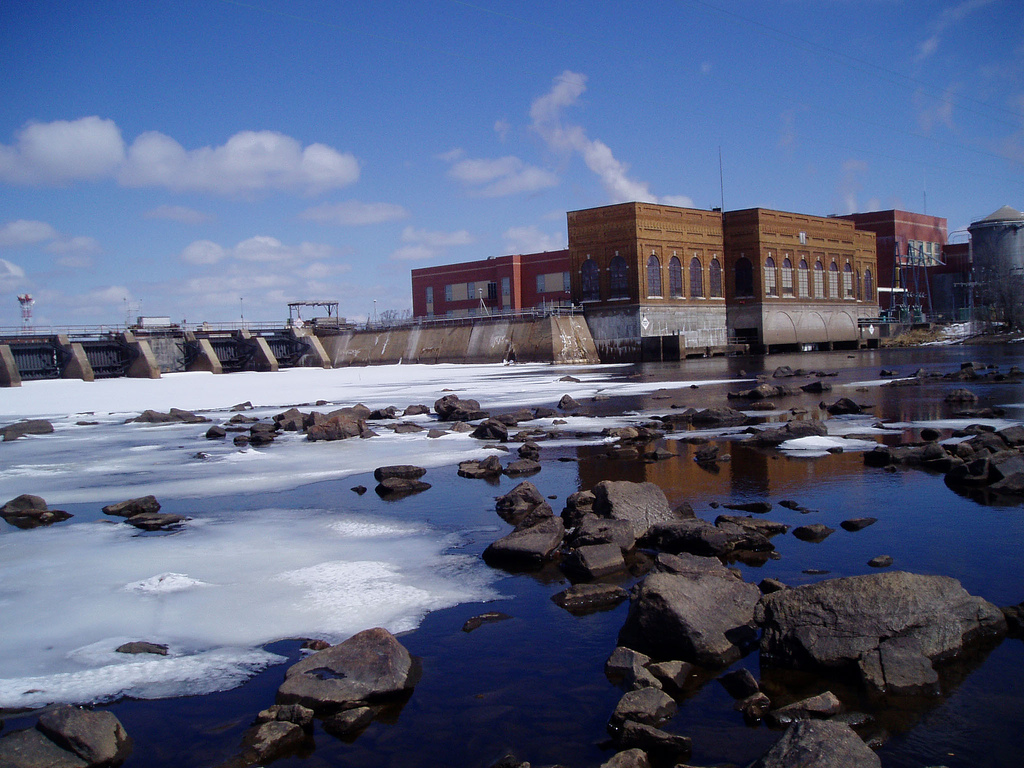
Una diga sul Wisconsin a Stevens Point.

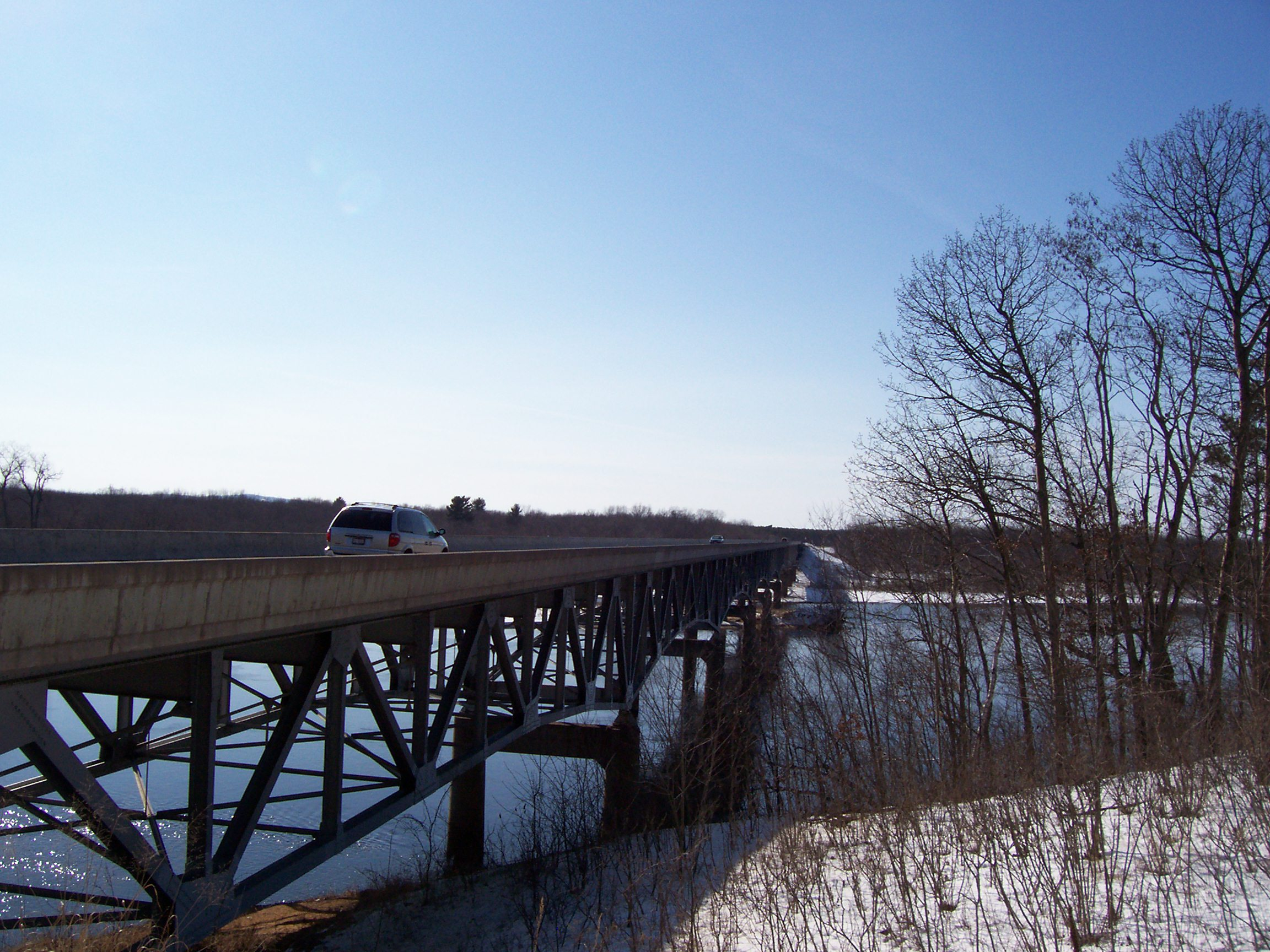
Il ponte dell'Highway 82 sul fiume.

Il Wisconsin è un fiume dello Stato statunitense del Wisconsin, affluente del Mississippi; è lungo 692 km, ed è il fiume più lungo dello Stato, cui dà il nome.
Si origina dal Lac Vieux Desert, un lago nel Wisconsin settentrionale, vicino al confine con il Michigan superiore. Scorre poi verso sud attraverso le pianure di origine glaciali del Wisconsin centrale; attraversa Wausau e Stevens Point. Nella parte meridionale dello Stato incontra una morena formatasi durante l'ultima glaciazione; a nord di Madison curva verso ovest, scorrendo attraverso la regione collinosa delle Western Upland e gettandosi nel Mississippi a circa 5 km a sud di Praire du Chien.
Sebbene in passato il fiume fosse navigabile fino a Portage, a 320 km dalla foce, oggi è considerato non navigabile oltre la diga a Prairie du Sac.

## Nome
Il primo nome registrato (da Jacques Marquette nel 1673) del fiume è Meskousing, proveniente dal linguaggio algonchino, ma di significato oscuro. I successivi esploratori francesi della regione lo modificarono in Ouisconsin, e questo appare nella mappa di Guillaume de L'Isle del 1718. Questo nome fu poi semplificato in Wisconsin all'inizio dell'Ottocento, e poi usato per indicare il Territorio del Wisconsin e lo stato del Wisconsin.

## Storia

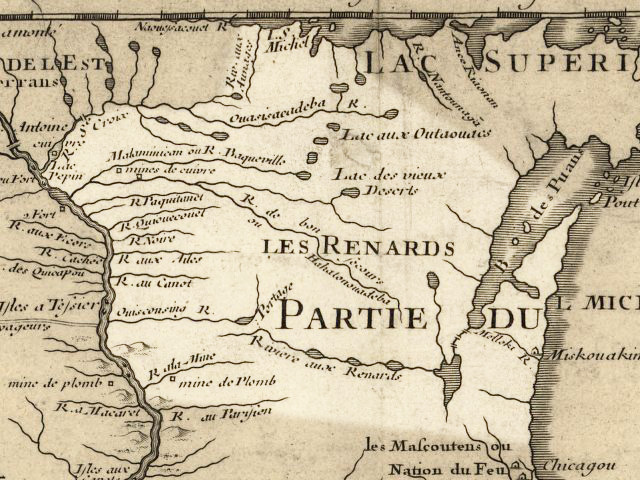
Particolare della Carte de la Louisiane et du cours du Mississipi, mappa di Guillaume de L'Isle del 1718.

La prima esplorazione documentata del corso del fiume da parte di europei fu compiuta nel 1673, quando i francesi Jacques Marquette e Louis Jolliet compirono in canoa il tragitto dal lago Michigan al fiume Fox, raggiungendo il luogo dove oggi sorge Portage; qui il Fox e il Wisconsin distano solo 3 km, permettendo il trasbordo delle imbarcazioni sul secondo fiume, che discesero poi fino al Mississippi. Altri esploratori e commercianti seguirono questa rotta, e per i successivi 150 anni i due fiumi formarono un'importante arteria di comunicazione, nota come Fox-Wisconsin Waterway, tra i Grandi Laghi e il Mississippi.
L'industria iniziò a svilupparsi in Wisconsin all'inizio del XIX secolo, quando i taglialegna iniziarono a usare il fiume per trasportare i tronchi dalle foreste settentrionali alle segherie. Negli anni ottanta del secolo, le compagnie impegnate in questo commercio iniziarono a costruire dighe sul fiume, per assicurarsi che avesse sempre abbastanza flusso per trasportare i tronchi; all'inizio del secolo successivo, ulteriori dighe furono costruite per ottenere un maggiore controllo della portata del fiume e per ottenere energia idroelettrica. Le dighe inoltre stimolarono il turismo, creando bacini, come il lago Wisconsin, che sono diventate popolari mete per la navigazione e per la pesca. Oggi sul fiume sono presenti 26 dighe.
Nonostante questo, un tratto di 150 km tra la foce e la diga idroelettrica di Praire du Sac è libera da barriere ed è libera di scorrere; alla fine degli anni ottanta del XX secolo, questa parte del fiume è stata designata come via d'acqua statale, e lo sviluppo edilizio lungo le sue sponde è stato limitato per preservare il panorama.

## Centri abitati lungo il Wisconsin
- Boscobel
- Merrill
- Merrimac
- Mosinee
- Muscodaa
- Nekoosa
- Okee
- Plover
- Port Edwards
- Portage
- Prairie du Sac
- Rhinelander
- Rothschild
- Sauk City
- Schofield
- Spring Green
- Stevens Point
- Tomahawk
- Wausau
- Whiting
- Wisconsin Dells
- Wisconsin Rapids